# Bastiaan Lijesen
Bastiaan Lijesen (ur. 28 grudnia 1990 w Nieuwerkerk aan den IJssel) – holenderski pływak, specjalizujący się w stylu grzbietowym.
W 2010 roku został brązowym medalistą mistrzostw Europy w Budapeszcie w sztafecie 4 × 100 m stylem zmiennym.
Wystartował na igrzyskach olimpijskich w Londynie (2012) w wyścigu na 100 metrów stylem grzbietowym, gdzie zajął 23. miejsce z czasem 54.88.